# Zeearenden
De zeearenden (Haliaeetus) zijn een geslacht van vogels uit de familie van de havikachtigen (Accipitridae). De wetenschappelijke naam van het geslacht is voor het eerst geldig gepubliceerd in 1809 door Marie Jules César Savigny. Over de relatie met het nauw verwante geslacht Icthyophaga (zee- en rivierarenden) is geen consensus. Op grond van moleculair genetisch onderzoek, gepubliceerd in 2018 zijn soorten die vroeger tot het geslacht Haliaeetus behoorden, verplaatst naar  Icthyophaga.

## Soorten
Er zijn vier soorten:
- Haliaeetus albicilla  – Zeearend
- Haliaeetus leucocephalus  – Amerikaanse zeearend
- Haliaeetus leucoryphus  – Witbandzeearend
- Haliaeetus pelagicus  – Stellers zeearend